# Phiale aschnae
Espèce
Phiale aschnae est une espèce d'araignées aranéomorphes de la famille des Salticidae.

## Distribution
Cette espèce est endémique du Suriname.

## Publication originale
- Makhan, 2006 : Rishaschia gen. nov. and new species of Salticidae from Suriname (Araneae). Calodema, vol. 5, p. 9-18.